# Rimavarbóc
Koordináták: é. sz. 48° 27′ 07″, k. h. 19° 57′ 29″48.451892°N 19.957953°E
Rimavarbóc (szlovákul: Vrbovce nad Rimavou, Vrbovce, 1902-ig Varbóc) Bakostörék településrésze, 1963-ig önálló község Szlovákiában, a Besztercebányai kerületben, a Rimaszombati járásban.

## Fekvése
Rimaszombattól 9 km-re északnyugatra, Bakostöréktől 1,5 km-re északra, a Rima jobb partján fekszik.
Egyike Bakostörék három kataszteri területének, területe 4,4722 km². A község területe 1921-ben még 9,27 km² volt, megszűnésekor területét felosztották Rimaráhó (4,80 km²) és Bakostörék között.

## Története
A település első írásos említése 1404-ből származik, de valószínűleg ennél régebbi keletkezésű. Ráhói nemesek birtoka, de később több birtokosa is volt. 1828-ban 45 házában 341 lakos élt, akik főként mezőgazdasággal és fuvarozással foglalkoztak.
Vályi András szerint: "VARBÓCZ. Tót falu Hont Várm. földes Urai több Urak, fekszik Rima-Szombatnak szomszédságában; földgye középszerű, síkos, legelője, és fája tűzre van."
Fényes Elek szerint: "Varbócz, Gömör-Kis-Honth vmegyében, tót falu, Rahó alatt: 27 kath., 354 evang. lak. A rahói urak birják. Ut. p. Rimaszombat."
Gömör-Kishont vármegye monográfiája szerint: "Varbócz, rimavölgyi tót kisközség, 61 házzal és 277 ág. ev. h. vallású lakossal. E község hajdan fele részben a ráhói uradalomhoz tartozott. Földesurai voltak a Jánokyak, a Fejes, Szerdahelyi, Tihanyi, Fáy, Pelargus és a Ruthényi családok, másik felében pedig a Thököly, Nyáry és a Pletrich családok. Azután a gr. Andrássy családé lett. Most Osskó Lajosnak, Ruthényi Bélának és Bottó Andrásnak van itt nagyobb birtoka és Osskónak csinos úrilaka. Varbócz határában ered az Apáti patak. Táborrét nevű dűlője állítólag onnan vette elnevezését, mert 1849-ben a magyar sereg három napig táborozott e helyen. A községben nincs templom. Ide tartoznak Osskó, Világos, Zogyanó, Bottó és Mucsik puszták. A község postája Gömörráhó, távírója és vasúti állomása Rimaszombat."
1910-ben 213, többségben szlovák lakosa volt, jelentős magyar kisebbséggel. A trianoni diktátumig Gömör-Kishont vármegye Rimaszombati járásához tartozott.
A község hivatalos szlovák neve 1920-1948 között Vrbovce, 1948-tól Vrbovce nad Rimavicou.
1963-ban csatolták Bakostörékhez Orlajtörékkel együtt.

## Külső hivatkozások
- E-obce.sk Archiválva 2013. február 24-i dátummal a Wayback Machine-ben